# Culex bifoliata
Culex bifoliata é um espécie de mosquito do género Culex, pertencente à família Culicidae.